# Bulbophyllum mesodon
Bulbophyllum mesodon là một loài phong lan thuộc chi Bulbophyllum.